# Боже, славим мы Тебя

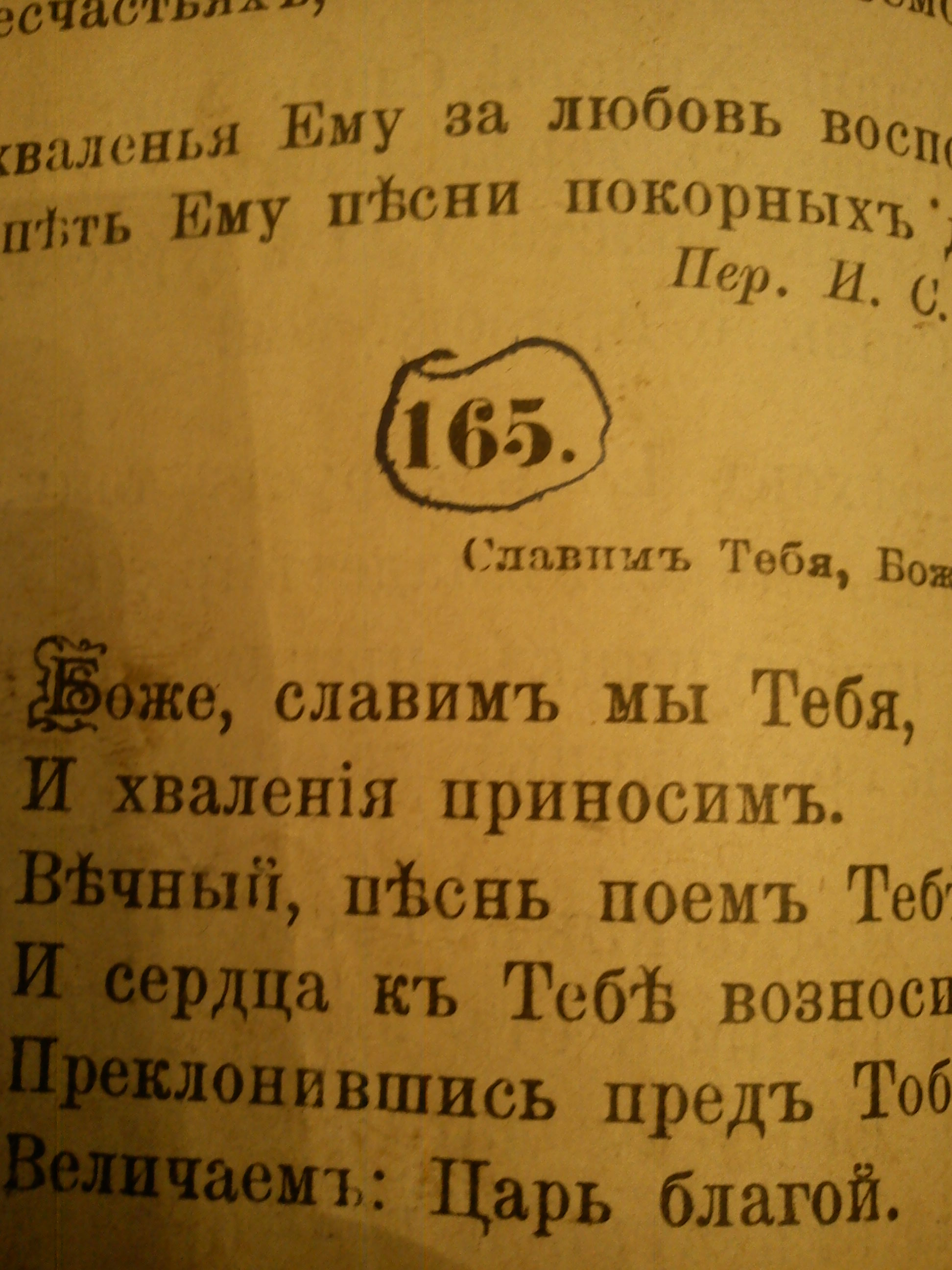
Страница из сборника духовных песен «Гусли»

Боже, славим мы Тебя (нем. Großer Gott, wir loben dich) — популярный христианский гимн, написанный в 1771 году католическим священником из Силезии Игнацем Францем (1719—1790) на основе латинского гимна 4 века «Te Deum» (в православной традиции известен как «Тебе Бога хвалим»). Исполняется обычно в конце богослужений как благодарственная песня. В 19 веке была переведена на английский язык и стала популярна среди американских протестантов.
В начале 20 века этот гимн был переведен на русский язык и вошел в баптистский сборник «Гусли» под № 165, а в «Песнь Возрождения» под № 139. В сборнике «Гимны христиан» Д. А. Ясько (1956) этот гимн стоит на почетном первом месте. В России этот гимн исполняется как на лютеранских (№ 112 в сборнике ЕЛЦИ), так и на католических богослужениях

## Первые пять куплетов русской версии
Боже, славим мы Тебя и хваление приносим.

Вечный, песнь поем Тебе и сердца к Тебе возносим.

Преклонившись пред Тобой, величаем, Царь благой!

Души праведных, святых, сонмы, власти сил небесных

Славят благость дел Твоих, дел великих и чудесных,

Славят Бога и Отца, Вседержителя Творца.

Глас апостолов святых и пророков вдохновенных,

Изъяснителей Твоих Слов премудрых, драгоценных,

С ними мучеников ряд — все Тебя благодарят

Церковь на земле Твоя Твое имя воспевает,

Благостью Твоей живя, Твоей славы ожидает.

Всей хвалы достоин Ты и любви всей полноты.

Агнец кроткий, Ты здесь был жертвой смерти и мученья,

Но все козни победил, отразил все искушенья.

Слава, слава, Боже сил! Иисус- Еммануил!

## Первый куплет оригинальной версии
Großer Gott, wir loben dich, Herr, wir preisen deine Stärke.

Vor dir neigt die Erde sich und bewundert deine Werke.

Wie du warst vor aller Zeit, so bleibst du in Ewigkeit.